# Aougny
Aougny (prononcé [oɲi]) est une commune française, située dans le département de la Marne en région Grand Est.

## Géographie

### Localisation
Aougny se trouve dans le nord-ouest du département de la Marne, en région Grand Est, à la limite avec le département de l'Aisne et la région Hauts-de-France. Elle appartient à la région agricole du Tardenois.
La commune s'étend sur une superficie de 747 hectares. Sur son territoire, l'altitude varie de 158 à 241 mètres.
Par la route, Aougny se situe à 74 km de Châlons-en-Champagne, préfecture du département, à 36 km de Reims, sous-préfecture, et à 17 km de Dormans, bureau centralisateur du canton de Dormans-Paysages de Champagne dont dépend Aougny depuis 2015. La commune fait en outre partie du bassin de vie de Dormans.
Aougny est limitrophe de 5 communes :
|         | Lagery                | Lhéry   |
| Vézilly | Aougny                | Romigny |
|         | Villers-Agron-Aiguizy |         |

### Hydrographie
La commune est traversée par la ligne de partage des eaux entre les régions hydrographiques « la Seine de sa source au confluent de l'Oise (exclu) » et « la Seine du confluent de l'Oise (inclus) à l'embouchure » au sein du bassin Seine-Normandie. Elle est drainée par la Semoigne, le cours d'eau 01 de la commune d'Aougny, le cours d'eau 01 du Chaufour, le Fossé 02 du Chaufour et le Fossé de la Noue,.
La Semoigne, d'une longueur de 17 km, prend sa source dans la commune de Romigny et se jette  dans la Marne à Verneuil, après avoir traversé six communes.

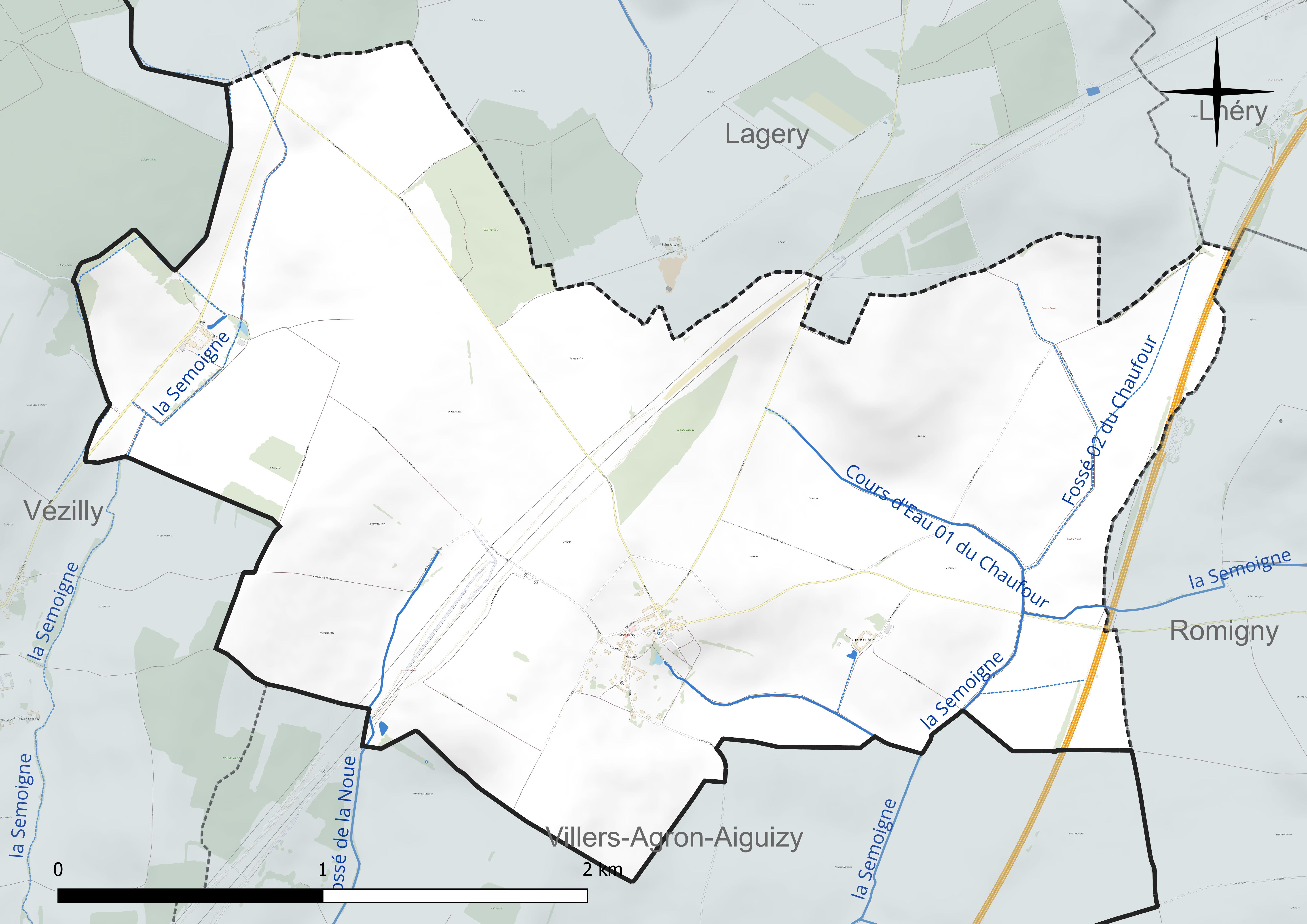
Réseau hydrographique d'Aougny.

### Climat
Pour des articles plus généraux, voir Climat du Grand Est et Climat de la Marne.
En 2010, le climat de la commune est de type climat océanique dégradé des plaines du Centre et du Nord, selon une étude du Centre national de la recherche scientifique s'appuyant sur une série de données couvrant la période 1971-2000. En 2020, Météo-France publie une typologie des climats de la France métropolitaine dans laquelle la commune est exposée à un climat océanique altéré et est dans la région climatique Nord-est du bassin Parisien, caractérisée par un ensoleillement médiocre, une pluviométrie moyenne régulièrement répartie au cours de l’année et un hiver froid (3 °C).
Pour la période 1971-2000, la température annuelle moyenne est de 10,5 °C, avec une amplitude thermique annuelle de 15,7 °C. Le cumul annuel moyen de précipitations est de 741 mm, avec 12,3 jours de précipitations en janvier et 8,6 jours en juillet. Pour la période 1991-2020, la température moyenne annuelle observée sur la station météorologique de Météo-France la plus proche, « Chambrecy-Civc », sur la commune de Chambrecy à 7 km à vol d'oiseau, est de 10,7 °C et le cumul annuel moyen de précipitations est de 734,0 mm. 
La température maximale relevée sur cette station est de 40,3 °C, atteinte le 25 juillet 2019 ; la température minimale est de −22,1 °C, atteinte le 17 janvier 1985,,.
Les paramètres climatiques de la commune ont été estimés pour le milieu du siècle (2041-2070) selon différents scénarios d'émission de gaz à effet de serre à partir des nouvelles projections climatiques de référence DRIAS-2020. Ils sont consultables sur un site dédié publié par Météo-France en novembre 2022.

## Urbanisme

### Typologie
Au 1er janvier 2024, Aougny est catégorisée commune rurale à habitat très dispersé, selon la nouvelle grille communale de densité à sept niveaux définie par l'Insee en 2022.
Elle est située hors unité urbaine. Par ailleurs la commune fait partie de l'aire d'attraction de Reims, dont elle est une commune de la couronne,. Cette aire, qui regroupe 294 communes, est catégorisée dans les aires de 200 000 à moins de 700 000 habitants,.

### Occupation des sols
L'occupation des sols de la commune, telle qu'elle ressort de la base de données européenne d’occupation biophysique des sols Corine Land Cover (CLC), est marquée par l'importance des territoires agricoles (96,9 % en 2018), une proportion identique à celle de 1990 (96,9 %). La répartition détaillée en 2018 est la suivante : 
terres arables (93,3 %), zones agricoles hétérogènes (3,4 %), forêts (3,1 %), prairies (0,1 %). L'évolution de l’occupation des sols de la commune et de ses infrastructures peut être observée sur les différentes représentations cartographiques du territoire : la carte de Cassini (XVIIIe siècle), la carte d'état-major (1820-1866) et les cartes ou photos aériennes de l'IGN pour la période actuelle (1950 à aujourd'hui).

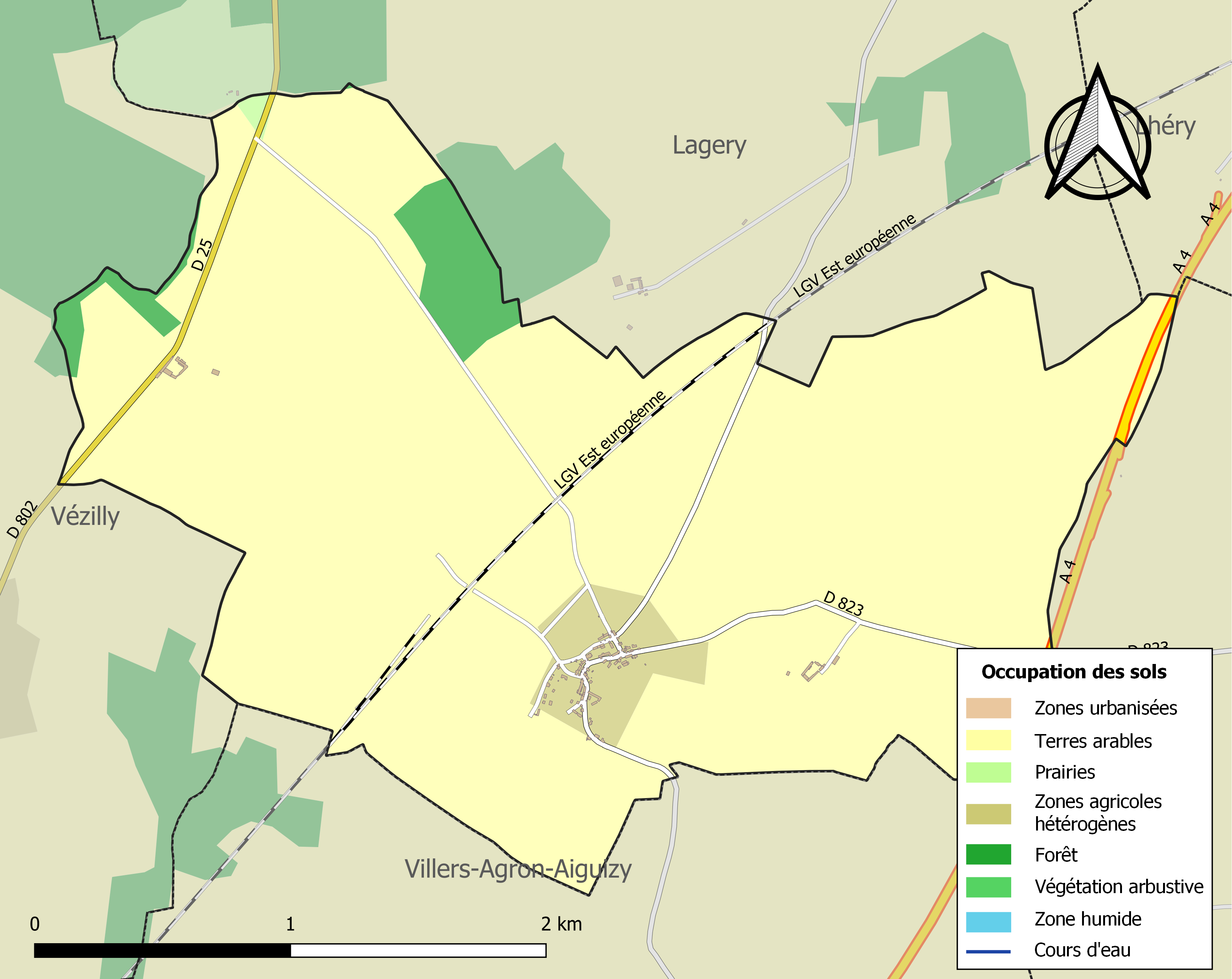
Carte des infrastructures et de l'occupation des sols de la commune en 2018 (CLC).

### Voies de communication et transports
Le territoire de la commune est traversé par LGV Est européenne et l'autoroute A4.

## Toponymie
Le nom de la localité est attesté sous les formes Augnei (1153) ; Aogneium (1189) ; Oegni (1213) ; Aongneium (1215) ; Ogni (vers 1222) ; Aougneium (1235) ; Aoigni (vers 1274) ; Aongny (1285) ; Aougneyum (1303-1312) ; Aogny (1323) ; Aoingny (1346) ; Augny (1384) ; Ongny (1384) ; Onys, Onnys (1395) ; Hongnil (1397) ; Ougny (1398) ; Aougni (1442) ; Oingny (1676) ; Ogny (1777).

## Histoire
La commune est décorée de la Croix de guerre 1914-1918 le 30 mai 1921.

## Politique et administration

### Intercommunalité
La commune, antérieurement membre de la communauté de communes Ardre et Tardenois, est membre, depuis le 1er janvier 2014, de la communauté de communes Ardre et Châtillonnais.
En effet, conformément au schéma départemental de coopération intercommunale de la Marne du 15 décembre 2011, cette communauté de communes Ardre et Châtillonnais est issue de la fusion, au 1er janvier 2014, de la communauté de communes du Châtillonnais et de la communauté de communes Ardre et Tardenois,.

## Économie

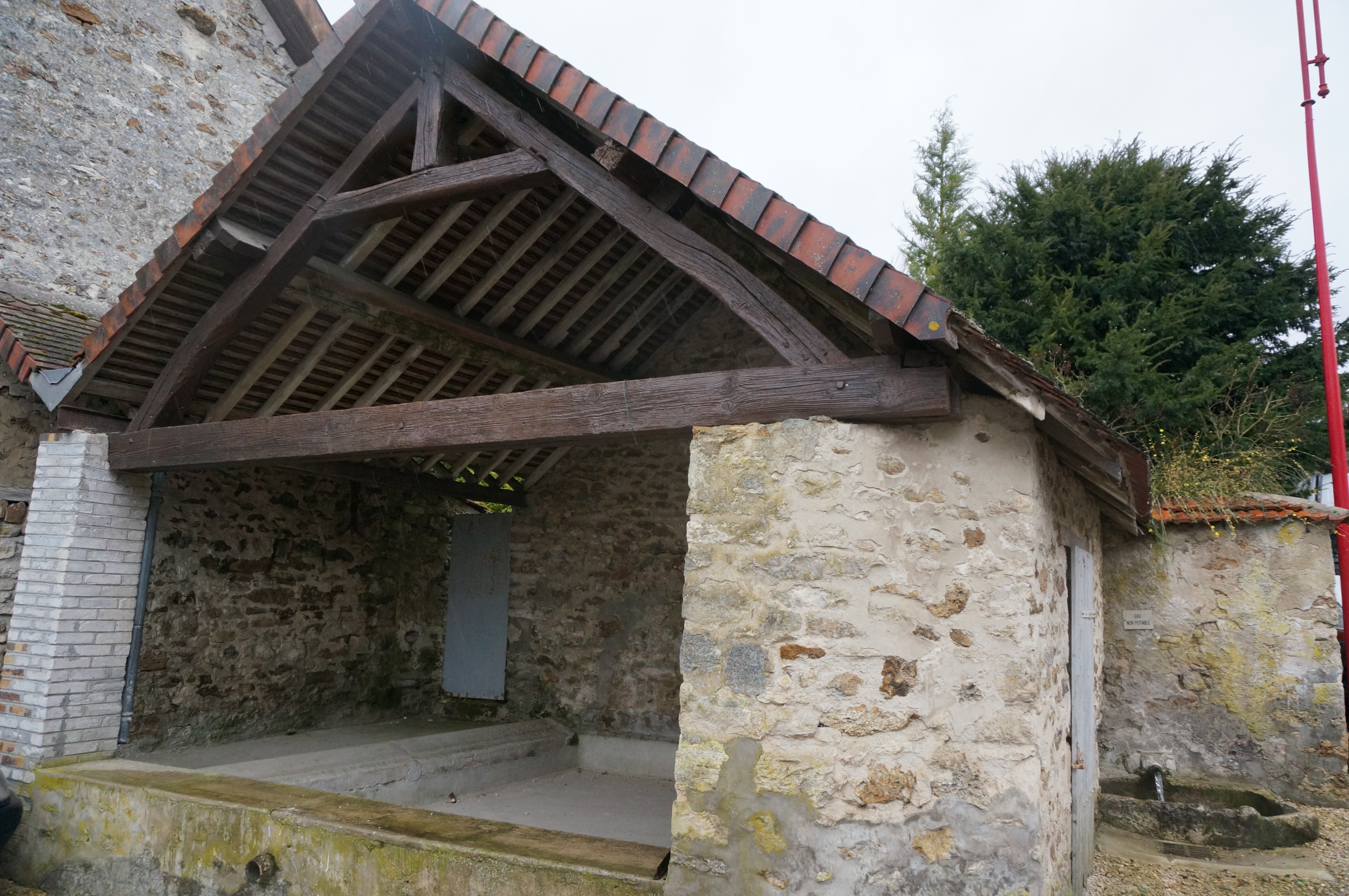
L'un des lavoirs du village.

### Liste des maires
| Période                                  | Période                      | Identité           | Étiquette | Qualité                        |
| ---------------------------------------- | ---------------------------- | ------------------ | --------- | ------------------------------ |
| 1876                                     |                              | Boileau            |           |                                |
| Les données manquantes sont à compléter. |                              |                    |           |                                |
| 1995                                     | 2008                         | Noël Van Driessche |           |                                |
| 2008                                     | En cours (au 4 juillet 2014) | Alain Lequart      |           | Réélu pour le mandat 2014-2020 |

## Démographie
L'évolution du nombre d'habitants est connue à travers les recensements de la population effectués dans la commune depuis 1793. Pour les communes de moins de 10 000 habitants, une enquête de recensement portant sur toute la population est réalisée tous les cinq ans, les populations de référence des années intermédiaires étant quant à elles estimées par interpolation ou extrapolation. Pour la commune, le premier recensement exhaustif entrant dans le cadre du nouveau dispositif a été réalisé en 2007.

En 2022, la commune comptait 101 habitants, en stagnation par rapport à 2016 (Marne : −1,19 %, France hors Mayotte : +2,11 %).
| 1793 | 1800 | 1806 | 1821 | 1831 | 1836 | 1841 | 1846 | 1851 |
| ---- | ---- | ---- | ---- | ---- | ---- | ---- | ---- | ---- |
| 290  | 244  | 207  | 255  | 186  | 201  | 209  | 206  | 193  |

| 1856 | 1861 | 1866 | 1872 | 1876 | 1881 | 1886 | 1891 | 1896 |
| ---- | ---- | ---- | ---- | ---- | ---- | ---- | ---- | ---- |
| 188  | 185  | 183  | 154  | 162  | 148  | 145  | 133  | 110  |

| 1901 | 1906 | 1911 | 1921 | 1926 | 1931 | 1936 | 1946 | 1954 |
| ---- | ---- | ---- | ---- | ---- | ---- | ---- | ---- | ---- |
| 133  | 132  | 132  | 110  | 111  | 102  | 82   | 95   | 93   |

| 1962 | 1968 | 1975 | 1982 | 1990 | 1999 | 2006 | 2007 | 2012 |
| ---- | ---- | ---- | ---- | ---- | ---- | ---- | ---- | ---- |
| 87   | 90   | 73   | 51   | 54   | 56   | 88   | 92   | 106  |

| 2017 | 2022 | - | - | - | - | - | - | - |
| ---- | ---- | - | - | - | - | - | - | - |
| 100  | 101  | - | - | - | - | - | - | - |

## Culture locale et patrimoine

### Lieux et monuments
L'église Saint-Rémy a été construite au cours des XIIe et XIIIe siècles, puis elle a été remaniée aux XVe et XVIe siècles. Elle est classée monument historique en 1922.